# Neotabuda natalensis
Neotabuda natalensis är en tvåvingeart som beskrevs av Lyneborg 1980. Neotabuda natalensis ingår i släktet Neotabuda och familjen stilettflugor. Inga underarter finns listade i Catalogue of Life.